# Bagageutrymme

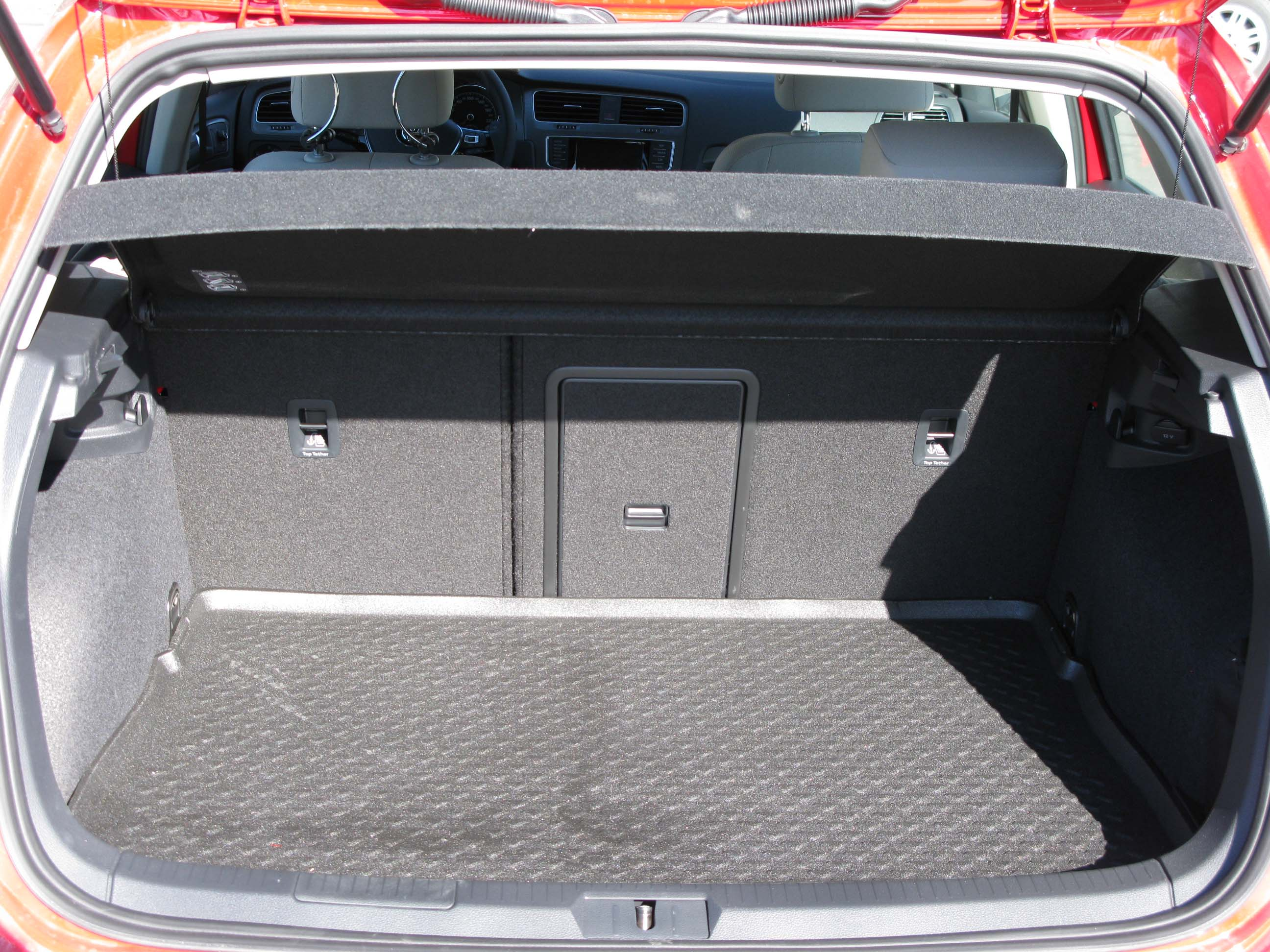
Bagageutrymmet på en Volkswagen Golf.

Bagageutrymme är ett särskilt utrymme för transport av bagage på ett fordon som annars är avsett för persontransport.

## Bagagelucka
Bagagelucka (även bagagerumslucka eller baklucka) kallas den del av karossen på ett fordon som täcker bagageutrymmet. 

## Frunk
Frunk kallas det utrymme i fronten på elbilar som kan användas för att lasta extra bagage. Ordet är en sammandragning av engelskans front trunk (främre bagageutrymme).

## Bilder

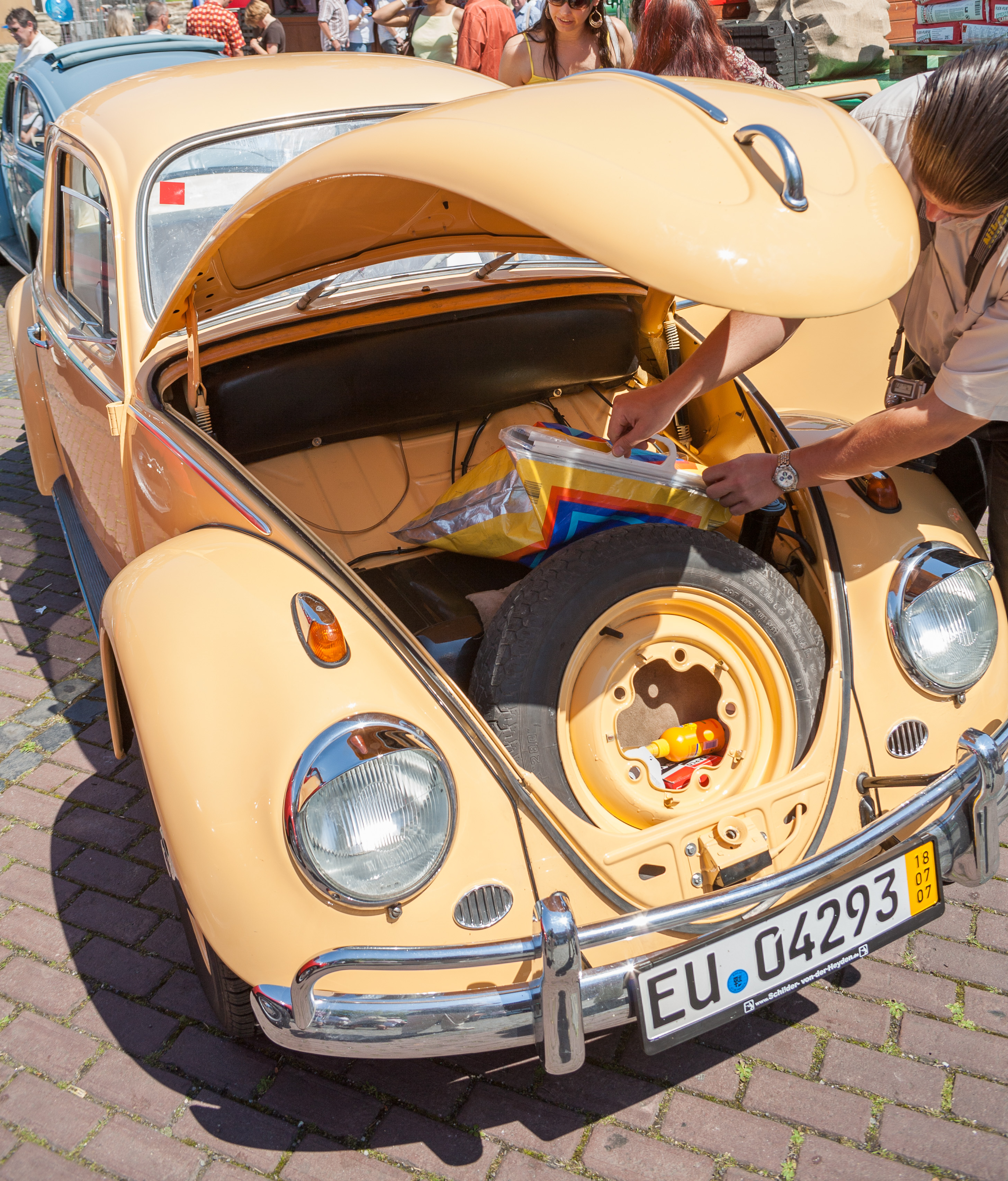
Öppen bagagelucka på en Volkswagen Typ 1.
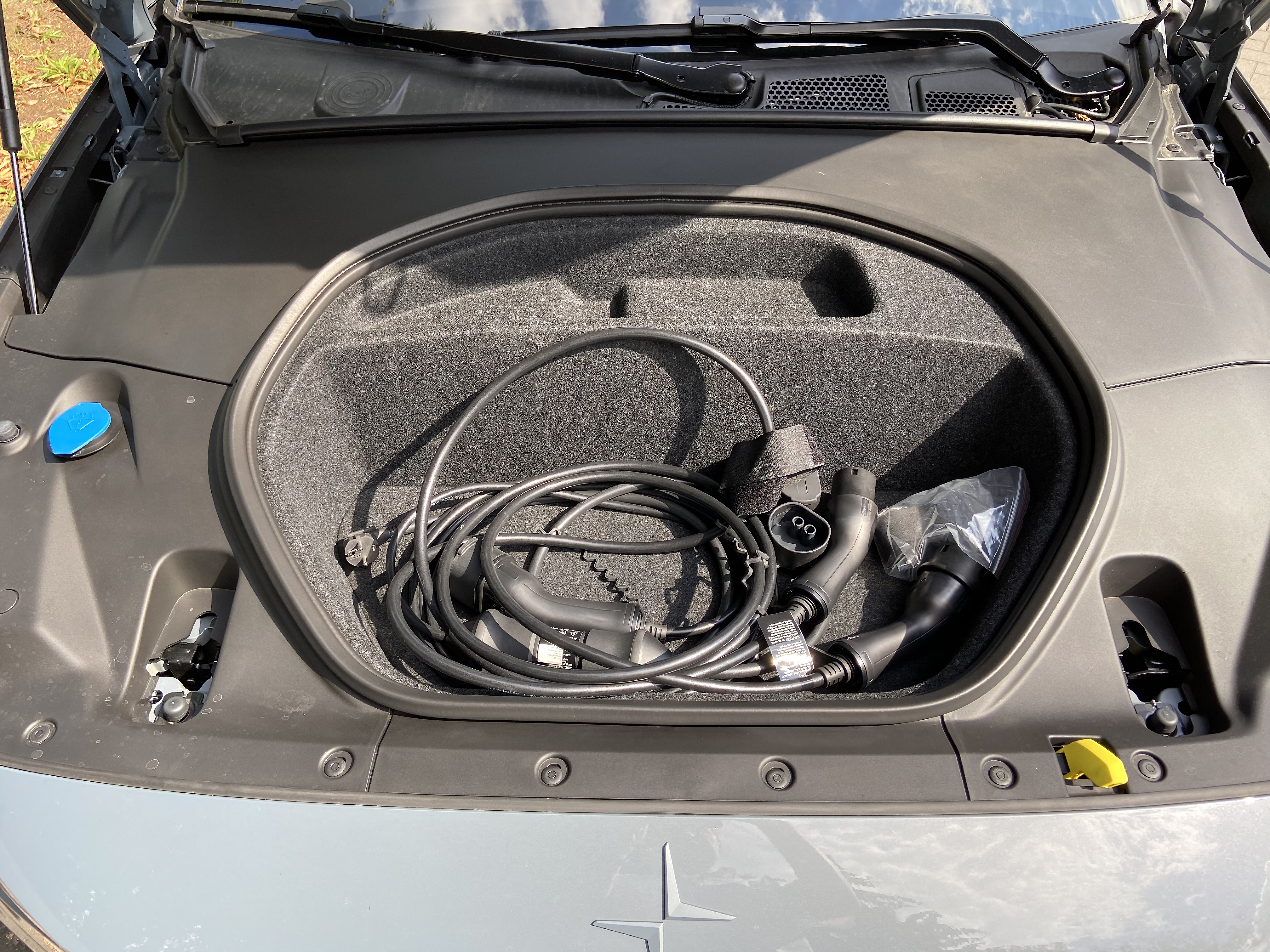
Främre bagageutrymmet ("frunk") på en Polestar 2.